# Ploso (Tegalombo)
Ploso is een bestuurslaag in het regentschap Pacitan van de provincie Oost-Java, Indonesië. Ploso telt 5652 inwoners (volkstelling 2010).